# Premsa mecànica

Encunyadora amb funcionament automàtic

Una premsa mecànica és una màquina a l'operació mecànica que s'utilitza per realitzar forats en una xapa de metall, làmines de plàstic, paper o cartró. Un dels mecanismes d'encunyació més simples i senzills que existeixen pot ser el que utilitzen els nens escolars per fer forats en els fulls de paper per a inserir-les en les carpetes d'anelles.
Els elements bàsics d'una encunyadora el constitueixen l'encuny que té la forma i dimensions del forat que es vulgui realitzar, i la matriu de tall per on s'insereix l'encuny quan és impulsat de forma enèrgica per la potència que li proporciona la premsa mitjançant un accionament d'excèntrica que té i que proporciona un cop sec i contundent sobre la xapa, produint-ne un tall net.

## Premsa mecànica
La premsa mecànica  és una màquina que acumula energia mitjançant un volant d'inèrcia i la transmet bé mecànicament (premsa de revolució total) o pneumàticament (premsa de revolució parcial) a un encuny o matriu mitjançant un sistema de biela-maneta. Actualment les premses de revolució completa (també anomenades d'embragatge mecànic o de xaveta) estan prohibides per la legislació vigent a tot Europa. La norma que regeix aquestes premses és la A-692: 2005 transposada a Espanya com UNE-EN692: 2006+A1: 2009.
La força generada per la premsa varia al llarg del seu recorregut en funció de l'angle d'aplicació de la força. Com més proper estigui el punt d'aplicació al PMI (punt mort inferior) major serà la força, i en aquest punt (PMI) teòricament infinita. Com estàndard més acceptat els fabricants proporcionen com a punt de força a la premsa de reducció per engranatges 30 º i en les premses de volant directe 20 º del PMI.

## Tipus de premses
Pel seu sistema de transmissió poden classificar-se en «premses a volant directe», «premses de reducció», «premses de doble reducció», «premses de reducció paral·lela» i «premses de cinemàtica especial». Per la seva  estructura  es poden classificar en «premses de coll de cigne i« premses de doble muntant »(dins d'aquestes hi ha les monobloc i les de peces armades per tirants). Per la seva  velocitat  es classifiquen en «premses convencionals» (de 12 a 200 cops minut en funció de la seva mida), «premses ràpides» (de 300-700 cops per minut) i «premses d'alta velocitat» (de 800 fins a 1600 cops per minut), les més ràpides són de fabricació japonesa i suïssa. Un altre tipus de premses aparegudes recentment són les "servoprensas", en aquestes premses s'elimina l'embragatge i el volant d'inèrcia obtenint tota la seva energia d'un o diversos servomotors connectats a l'eix principal mitjançant reductores planetàries o epicloidales, o mitjançant palanques articular. L'aparició d'aquestes màquines ha impulsat també el desenvolupament de premses híbrides de diferents tipus (amb servo i volant i embragatge).

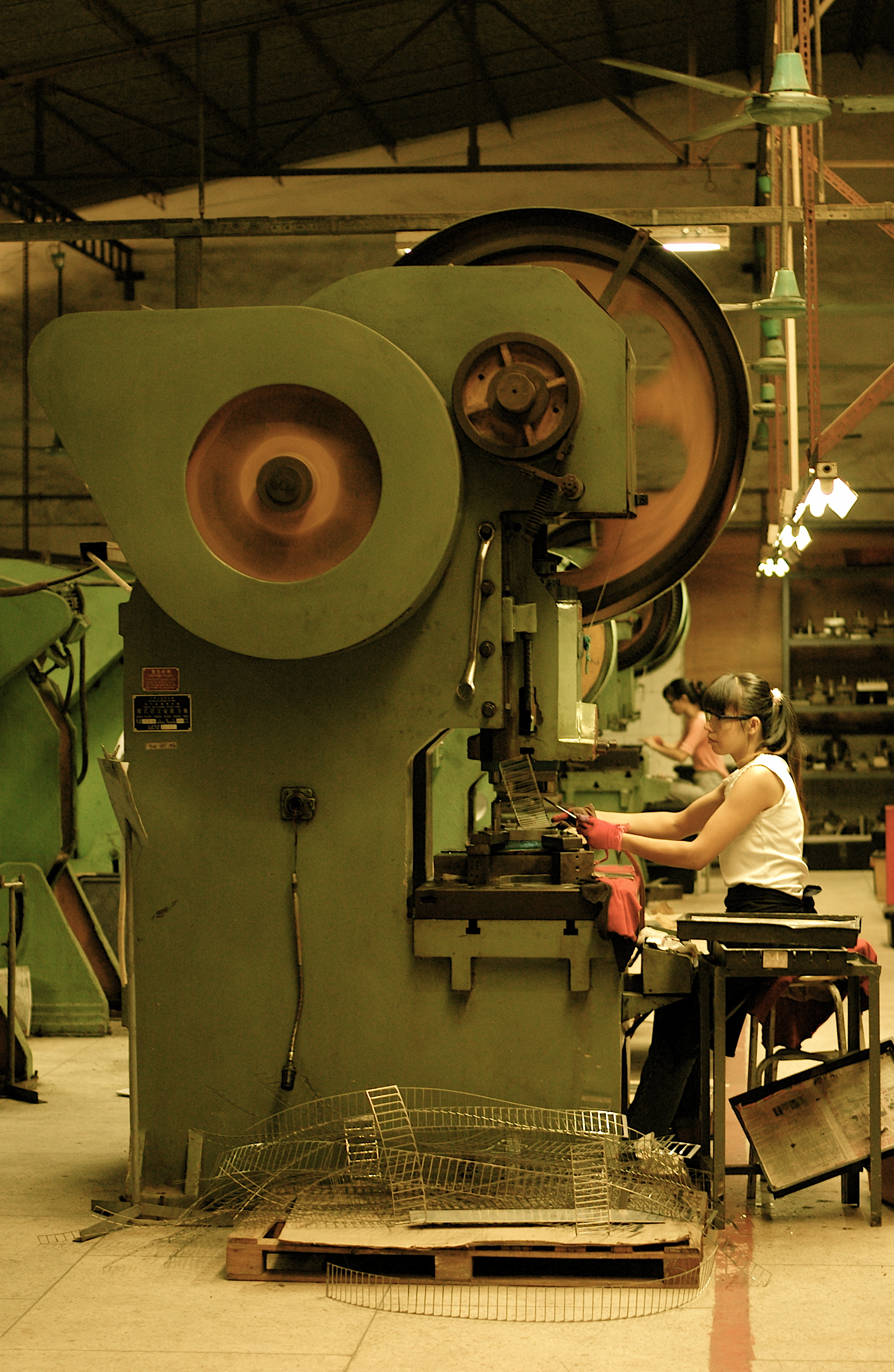
Premsa mecànica o balancí mecànic
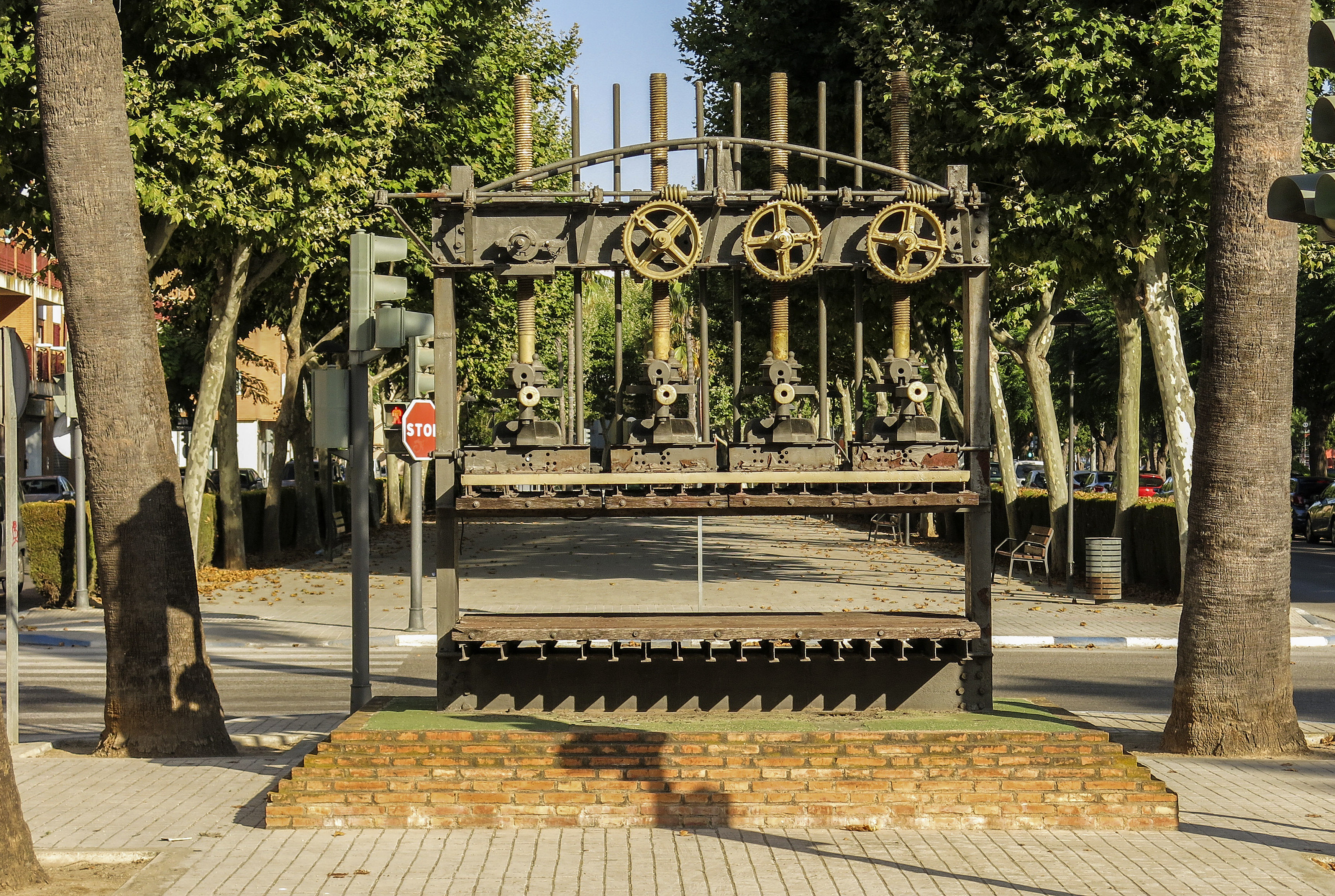
Premsa de xapa

## Usos
Aquestes premses es fan servir en operacions de tall, estampació, doblat i embutició petites. No són adequades per emboticions profundes en aplicar la força de forma ràpida i no constant. No obstant això, el desenvolupament de premses amb cinemàtica complexa (premses de palanca articulada o premses  link drive ) ha fet possible que puguin usar-se per emboticions més profundes i amb acers d'alta resistència elàstica, ja que aquest tipus de premses mecàniques redueix la seva velocitat a prop del PMI pot deformar la xapa sense trencar-la. Actualment l'aparició de servoprensas, també conegudes com a premses elèctriques, ha fet possible emular qualsevol cicle de funcionament amb aquestes màquines poden usar-se fins i tot en substitució de premses hidràuliques, premses de palanca colzades, premses link-drive, premses d'encunyar ...

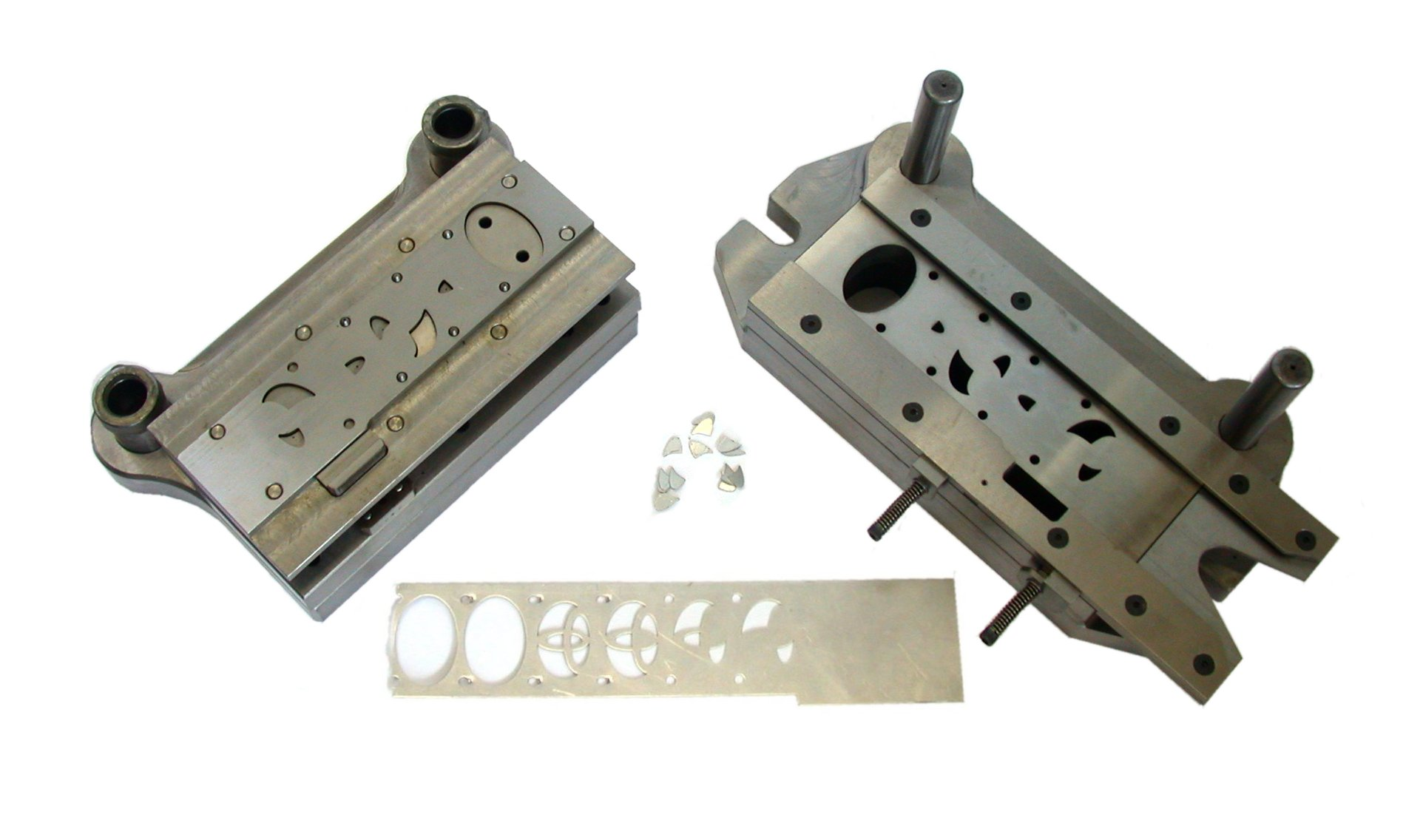
Matriu de treball progressiu

D'acord amb el treball que s'hagi de realitzar així són dissenyades i construïdes les encunyadora. Existeixen matrius simples i progressives on la xapa que està en forma de grans rotllos avança automàticament i el treball es realitza de forma contínua, no requereix altres atencions de canviar de rotllo de xapa quan s'acaba aquest i anar retirant les peces encunyades així com vigilar la qualitat del tall que realitzen. Quan el tall es deteriora per desgast de l'encuny i de la matriu, es desmunten de la màquina i es rectifiquen en una Rétif plana establint un nou tall. Una matriu i un encuny permeten molts refilat fins que es desgasten totalment.
Altres encunyadores, conegudes com a punxonadores, funcionen amb un capçal d'activació mecànica o hidràulica segons el cas, que porta inserit diversos encunys de diferents mides, i una taula àmplia on es col·loca la xapa que es vol mecanitzar. Aquesta taula és activada mitjançant CNC i es desplaça al llarg i ample de la mateixa a gran velocitat, produint les peces amb rapidesa i exactitud.